# Listronotus
Listronotus är ett släkte av skalbaggar. Listronotus ingår i familjen vivlar.

## Dottertaxa tillListronotus, i alfabetisk ordning[1]
- Listronotus americanus
- Listronotus appendiculatus
- Listronotus bagoiformis
- Listronotus blandus
- Listronotus blatchleyi
- Listronotus callosus
- Listronotus caudatus
- Listronotus cribricollis
- Listronotus debilis
- Listronotus distinctus
- Listronotus distinguendus
- Listronotus elegans
- Listronotus floridensis
- Listronotus frontalis
- Listronotus gracilis
- Listronotus impressifrons
- Listronotus impressus
- Listronotus inaequalis
- Listronotus ingens
- Listronotus insignis
- Listronotus latiusculus
- Listronotus leucozonatus
- Listronotus manifestus
- Listronotus nebulosus
- Listronotus nevadicus
- Listronotus obliquus
- Listronotus oregonensis
- Listronotus palustris
- Listronotus punctiger
- Listronotus rotundicollis
- Listronotus rudipennis
- Listronotus scapularis
- Listronotus setosus
- Listronotus similis
- Listronotus sordidus
- Listronotus squamiger
- Listronotus sulcirostris
- Listronotus teretirostris
- Listronotus tessellatus
- Listronotus tuberosus